# Loverich

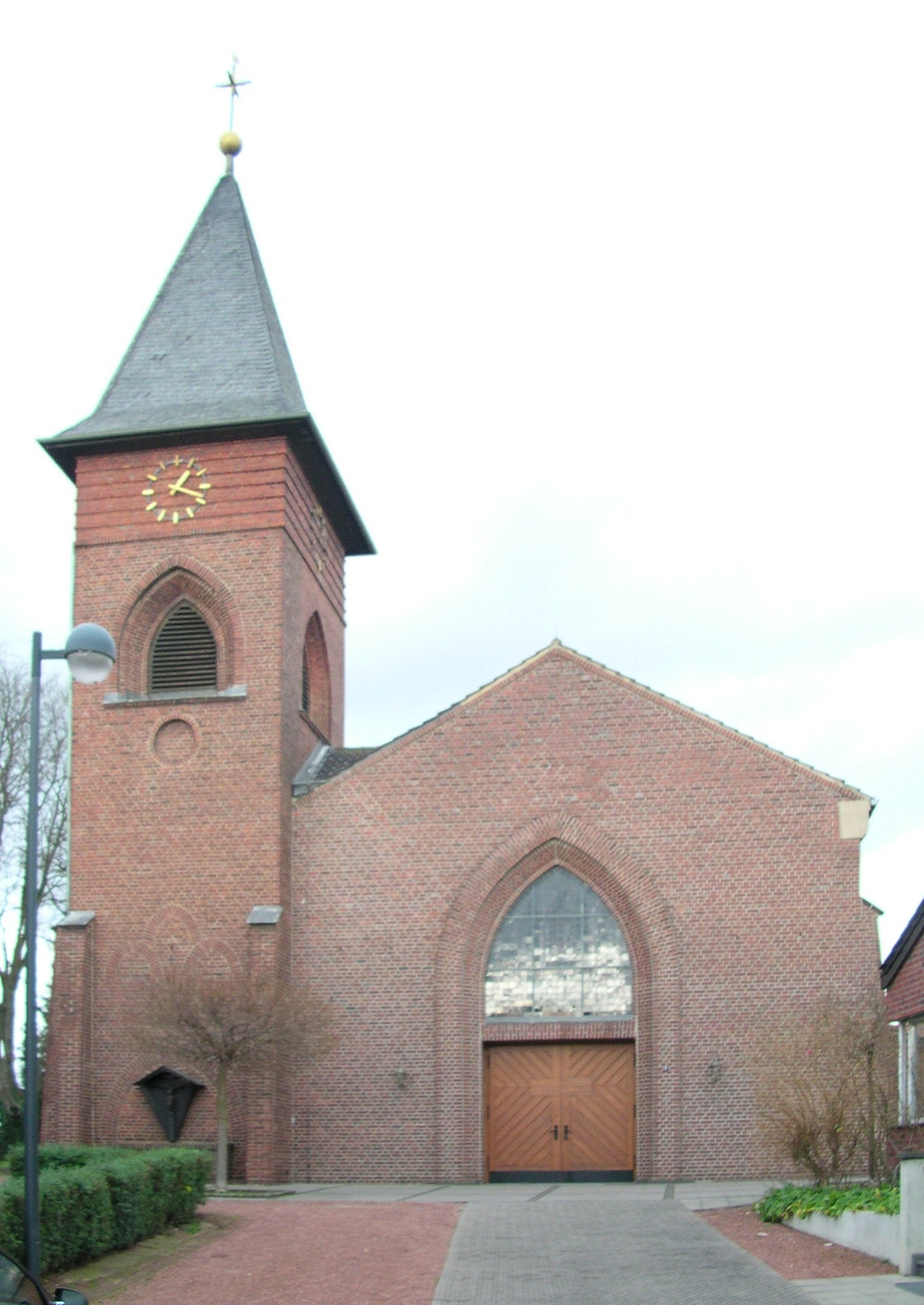
Katholische Pfarrkirche St. Willibrordus in Loverich

Loverich ist ein Stadtteil von Baesweiler in der Städteregion Aachen im Südwesten Nordrhein-Westfalens. Von 1961 bis zur Eingemeindung lautete die Postleitzahl „5112 Loverich / über Alsdorf (Kr. Aachen)“. In Loverich gibt es eine Grundschule, einen Kindergarten, die katholische Pfarrkirche St. Willibrord (ein Neubau nach der Zerstörung des Zweiten Weltkriegs) und ein Feuerwehrhaus der Freiwilligen Feuerwehr. Die Turnhalle der Grundschule dient auch als Festhalle für die größeren Feiern der Ortsvereine.

## Geschichte
Im Jahr 1153 wurden Loverich und Puffendorf als „Loverken“ bzw. „Pophendorp“ erstmals urkundlich erwähnt. Beide Orte gehörten damals zusammen. Bis zur kommunalen Neugliederung am 1. Januar 1972 gehörte Loverich zur Gemeinde Puffendorf. Der Verwaltungssitz befand sich in Immendorf.

## Verkehr
Die nächste Autobahnanschlussstelle ist Aldenhoven an der A 44 sowie Weisweiler (ab Dezember 2006 Eschweiler-Ost) an der A 4.
Die nächsten DB-Bahnhöfe sind „Übach-Palenberg“ und „Geilenkirchen“ an der Strecke Aachen–Mönchengladbach sowie „Eschweiler Hbf“ an der Strecke Aachen–Köln. Der nächste Euregiobahn-Haltepunkt ist „Alsdorf-Annapark“.
Die AVV-Buslinie 432 der WestVerkehr verbindet Loverich mit Floverich, Puffendorf, Setterich, Baesweiler-Mitte und Geilenkirchen. An Schultagen fährt zusätzlich die Linie 289 von Rurtalbus. In den Nächten vor Samstage sowie Sonn- und Feiertage wird Loverich zusätzlich von den Nachtbussen der Linie 51 der ASEAG bedient; es ist nur der Ausstieg möglich.
| Linie | Verlauf |
| ----- | --- |
| 289   | (Verstärkerfahrten) Linnich – Gesamtschule Übach-Palenberg                                                        |
| 432   | Geilenkirchen Bf – Prummern – Immendorf – (Apweiler –) Floverich – Loverich – Puffendorf – Setterich – Baesweiler |

## Bildung
In Loverich gibt es eine katholische Grundschule und einen Kindergarten. Beide sind auch für die benachbarten kleinen Orte Floverich und Puffendorf zuständig.

## Vereine
Wie in den meisten Dörfern ist auch in Loverich das Vereinsleben ein prägendes Element des Ortes. So gibt es außer dem Sportverein eine Schützenbruderschaft, einen Spielmannszug und einen Karnevalsverein. Auch die Freiwillige Feuerwehr kann aufgrund ihrer Sozialstruktur zum Vereinswesen gezählt werden. Hinzu kommen noch die Untergruppen der örtlichen Pfarrgemeinde, wie Kirchenchor und Frauenschaft.